# Louisburgh
Louisburgh (en irlandais Cluain Cearbán qui signifie en français « champ de boutons d'or ») est un village au sud-ouest du coin de Clew Bay dans le Comté de Mayo en Irlande. Il abrite le Collège Sancta Maria et le Centre d'Interprétation Grace O'Malley.

## Géographie
Louisburgh est fondée sur la rivière Bunowen, dont une partie est une pêche au saumon. À proximité de la jetée de Roonagh, à environ 6 km de la ville, se trouve le point de départ des ferries vers Clare et Inishturk. Il y a un nombre de plages magnifiques dans la zone réputée pour sa propreté.
Les principales caractéristiques géographiques autour de Louisbourg sont Croagh Patrick à l'est, les Collines Sheeffry et les Montagnes Mweelrea au sud, et Clew Bay au nord.

## Histoire
La majeure partie de Louisburgh se trouve au sein du townland de Clooncarrabaun (une anglicisation de Cluain Cearbán).
Le village a été conçu sur des plans du XVIIIe siècle et conserve de nombreuses caractéristiques de cette époque en termes de style et d'échelle. Le village fut construit en 1795 par le 3e comte d'Altamont (ultérieurement 1er marquis de Sligo), John Denis Browne de Westport, afin d'héberger des réfugiées catholiques ayant fui le conflit sectaire dans le nord de l'Irlande. Le 1er marquis de Sligo nomma ce village Louisburgh en mémoire de son Oncle, Henry Browne, qui lutta du côté britannique contre les Français pendant le Siège de Louisbourg en 1758. Louisbourg était une forteresse Française sur l'Île du Cap-Breton, Nouvelle-Écosse, Canada. À la suite de la victoire Britannique, une unité temporaire de grenadiers fut formée, dans laquelle son Oncle fut un capitaine. L'Abbaye de Kilgeever est juste à l'extérieur de la ville, et se compose d'une église en ruines, d'un cimetière et d'un puits sacré, où les pèlerins prennent place,.

## Transport

### Voie d'accès
Louisburgh est situé sur la route régionale R335. On peut y accéder depuis Westport (20 kilomètres) ou depuis Leenaun (30 kilomètres). Le premier accès suit Clew Bay d'un côté, et Croagh Patrick de l'autre, tandis que ce dernier traverse les paysages de lacs et de montagnes de Doo Lough.

### Services d'autobus
La route locale 450 du bus Éireann (Louisburgh-Lecanvey-Westport-Achill) propose de nombreux trajets quotidiens dans chaque direction.

### Accès ferroviaire
Les services ferroviaires les plus proches sont à la Gare de Westport, à environ 24 km. Il y a de nombreux trains par jour de Westport à Dublin Heuston en passant par Athlone.

## Personnalités notables
- James Berry (1842–1914), écrivain.
- John Heneghan SSC, missionnaire colombien kidnappé et assassiné par les autorités Japonaises pendant la Seconde Guerre Mondiale aux Philippines.
- Mike McCormack, auteur.
- Austin O'Malley, footballeur de la Mayo GAA.
- Martin O'Toole (1925–2013), sénateur.
- Michael Viney, journaliste pour le Irish Times.
- John MacEvilly, archevêque.